# نائومی ماتسوموتو
نائومی ماتسوموتو (انگلیسی: Naomi Matsumoto؛ زادهٔ ۲۴ فوریهٔ ۱۹۶۸) بازیکن سافت‌بال اهل ژاپن است.